# Jordanes
Jordanes var en historiker av gotisk börd. Enligt vissa källor skall han ha varit biskop i Kroton på 500-talet. Handskrifterna har också namnvarianterna Jordanis och Jornandes. De få upplysningar som finns om honom är hans egna i kapitel 266 av Getica. Hans farfar hette Paria, hans far Alanoviiamuthis. Jordanes anger att han var sekreterare åt Gunthig magister militum, även kallad Baza, vars farfar Andelas härstammade från amalerna. 
Han säger sig ha "bristande utbildning", men gav ändå ut några historiska verk, som är ett unikt källmaterial från denna tid. Hans första verk kallas i några handskrifter De origine actibusque Getarum ("Goternas ursprung och bedrifter"), allmänt sedan 1800-talet kallad Getica, skriven troligtvis år 551 med utgångspunkt att i kap. 104 nämns en tidsangivelse troligen relaterad till pesten i Rom 542. Efter Getica skrev Jordanes en romersk historia, Romana, som har olika titlar i olika manuskript.
Jordanes var känd i den nordiska historieforskningen redan under medeltiden. Prosaiska krönikan drar slutsatser angående goternas härstamning från Norden och talar om honom som: "en viss mästare, som hette Ardan".

## Getica
I Getica beskriver Jordanes goternas långa historia. Han hävdade att de ursprungligen kommit från det som idag kallas Skandinavien, och beskriver ön Scandzas geografi och folk. Jordanes namnger 13 stammar i Norge, och lika många i Sverige. De flesta av dem kan identifieras. Han skriver om raumaricii (folket i Romerike), ragnaricii (folket i Ranrike, dvs. Bohuslän), granii (folket i Grenland), augandzi (folket i Agder), æthelrugi (det vill säga adalrökare, bosatta på fastlandet i Rogaland, och holmryger bosatt på öarna, eunix), och arochi (det vill säga haruds eller horder, folket i Hordaland), och om finni eller skredfinni (d.v.s. "skidfinnar" det vill säga samer). Herulerna nämns också. Suehans i kapitel 21 och i kapitel 22 Suethidi, Gauthigoth och Ostrogothae, inom litteratur och forskning ofta hänvisat som svear och götar. 
Jordanes tvåtusen år långa historia, från Berigs utvandring i forntiden fram till Belisarius erövring av Ravenna år 540. Verket är enligt Jordanes egen uppgift i första kapitlet delvis en kortfattad sammanfattning av Flavius Magnus Aurelius Cassiodorus Historia Gothorum. Ett verk i tolv band som ej finns bevarat.
Cassiodorus verk var ett historiskt monument för de ostrogotiska härskarna, fullbordat 533. Men vid tillkomsten av Getica hade den politiska situationen vänt. Det Bysantinska riket hade besegrat ostrogoterna. Jordanes tar med de senaste händelserna och avslutar sammandraget med att deklarera sitt syfte att hedra segraren.
Jordanes återger också delar av greken Priscus berättelse om hunnerna. Priscus vistades bland hunnerna år 449, men hans arbete är förlorat. Jordanes återger bland annat hunnernas klagan vid Attilas grav.
Getica är en av de viktigaste källorna till goternas historia. Men vid nedskrivningen kan politiska överväganden i den aktuella situationen ha spelat en roll. Jordanes historia ger sken av att de amaliska östgoternas historia i stort sett är synonym med alla goters. Jordanes beskriver  också goternas historia som en del av den romerska historien. Peter J. Heathers bok från 1991 studerade skildringen i Getica mycket noggrant och pekade på problem med att använda verket som pålitlig källa. Getica hävdar att visigoter och ostrogoter flyttade in i det romerska riket som redan etablerade grupper och erövrare av nytt land. Med mer samtida antika källor kan Peter Heather visa att visigoter och ostrogoter tvärtom var nybildade grupper, och att många gotiska grupper inte blev bestående under folkvandringstiden. Jordanes redogörelse för de senare faserna i den gotiska historien värderas ofta mer positivt i nyare forskning än i det förflutna. Verket innehåller trots detta otvivelaktigt en del faktafel även i det avseendet.
Jordanes identifierar felaktigt goterna med geterna. Det var en stam av thrakerna som länge varit känd av antika författare. Sådana härledningar var typiska för grekisk-romersk etnografi. Detta uppenbara fel förklarar också titeln Getica. Dessutom ansåg Jordanes, liksom många andra grekiska och romerska historiker, att goterna tillhörde det skytiska folket, men detta berodde också på den antika historieskrivningens tradition, enligt vilken termen skyter användes om nästan alla barbariska folk som dök upp i Svartahavsområdet.
Bland moderna forskare finns också oenighet om i vilken utsträckning Getica återspeglar innehållet i Cassiodorus historiska verk.  Walter A. Goffart menar att Getica till stor del är en produkt av Jordanes, som använde Cassiodorus och andra källor, men ändrade materialet och berikade det med sina egna värderingar, så att ett nytt verk skapades. Andra forskare menar att detta motsägs av Jordanes egna utsaga och att det inte finns någon övertygande skäl att betvivla att Jordanes historiska verk följde Cassiodorus som sin huvudsakliga källa, Detr är uppenbart att han använde andra källor (direkt eller indirekt) som utvidgningar i sin text. Senare forskning har med hjälp av stilistiska jämförelser mellan bevarade textavsnitt hos Cassiodorus och Jordanes, funnit att Jordanes höll sig nära Cassiodorus original än vad han själv påstår i Getica. Dock kan lån från andra författare som till exempel från Dexippos vara  Jordanes verk eller kan dessa lån ha funnits redan i Cassiodorus verk.

## Arne Søby Christensen om Cassiodorus, Jordanes, och goterna.
Den danske universitetslektorn Arne Søby Christensen menar i en 2002 utkommen bok Cassiodorus, Jordanes, and the History of the Goths. Studies in a Migration Myth att mycket av materialet i Getica inte bygger på inhemska gotiska traditioner, utan det skall av Cassiodorus ha sammanställts och anpassats ur den klassiska historieskrivningen, vilket Jordanes också själv intygar i kap. 3 med "Till innehållet har jag fogat åtskilligt från grekiska och latinska historieskrivare." 
Christensens verk granskar Jordanes verk Getica och vilka källor som låg till grund för verket. Det ska först göras klart att Christensen avstår medvetet alla arkeologiska diskussioner av Wielbark- och Tjernjahivkulturen. Hans bok blir alltså bara en diskussion av skrivna källor. Christensen huvudtes är att Jordanes inte har använt sig av några gotiska traditioner. Jordanes verk är enligt Christensen osjälvständigt gentemot Cassiodoros därför upprepas Amalernas släkthistoria. 
Christensen menar vidare att Prokopios beskrivning av herulernas anknytning till Skandinavien har varit en av inspirationerna – och han framhåller Jordanes egen referens till Ranus Rodulf vid Theoderiks hov som ett av skälen som enligt Cassiodorus och Jordanes talar för goternas skandinaviska ursprung. Att mycket av den första delen av Jordanes text är hämtad från andra antika källor om andra folk än goterna är helt klart. 
Jordanes hänvisar dock till goternas traditioner i sånger, carmina prisca och Ian Wood som recenserade Christensen i dansk Historisk Tidskrift menar att Christensson alltför hårt förnekar alla gotiska källor för texten och att han har behandlar Jordanes verk som alltför osjälvständigt gentemot Cassiodorus.

## Textutgåvor och översättningar
- thelatinlibrary.com 'Getica' och 'Romana' på latin
- The Origin and Deeds of the Goths, engelsk översättning av Charles C. Mierow (1915)
- Beskrifning, om göthernas uhrsprung och bedrifter. 1719. Libris 2811571
- Getica: Om goternas ursprung och bedrifter. Stockholm: Atlantis. 1997. ISBN 91-7486-310-X